# 10014 Shaim
A 10014 Shaim (ideiglenes jelöléssel 1978 SE3) a Naprendszer kisbolygóövében található aszteroida. Ljudmila Vasziljevna Zsuravljova fedezte fel 1978. szeptember 26-án.